# Anröchte
Anröchte è un comune di 10 203 abitanti della Renania Settentrionale-Vestfalia, in Germania.
Appartiene al distretto governativo (Regierungsezirk) di Arnsberg e al circondario (Kreis) di Soest (targa SO).

## Geografia
È situata approssimativamente 13 km a sud della città di Lippstadt e 15 km a est of Soest.

## Geografia antropica

### Suddivisioni amministrative
Dopo la riforma del 1975, Anröchte consta di 10 distretti:
- Anröchte (7.087 abitanti)
- Altengeseke (901 ab.)
- Altenmellrich (370 ab.)
- Berge (715 ab.)
- Effeln (7.520 ab.)
- Klieve (381 ab.)
- Mellrich (767 ab.)
- Robringhausen (153 ab.)
- Uelde (1.100 ab.)
- Waltringhausen (102 ab.)

## Amministrazione

### Gemellaggi
- Radków (Polonia) – dal 1954